# Chante pour le soleil
Singles de Mireille Mathieu
Mille colombes
(1977) À Blue Bayou
(1978)
Chante pour le soleil est une chanson de la chanteuse française Mireille Mathieu sortie en 1978 en France chez Philips. Cette chanson, comme la face B du disque, J'ai peur d'aimer un souvenir, ne figure sur aucun album français de la chanteuse. Il s'est trouvé pour la première fois en CD sur la triple compilation Platinum Collection sortie en 2005.